# تونی داوسون
تونی داوسون (انگلیسی: Tony Dawson؛ زادهٔ ۲۵ اوت ۱۹۶۷) بازیکن بسکتبال اهل ایالات متحده آمریکا است.
از باشگاه‌هایی که در آن بازی کرده‌است می‌توان به بوستون سلتیکس اشاره کرد.